# Lijst van Belgische automerken
Hieronder een lijst van bestaande en niet meer bestaande Belgische automerken.

## Bestaande merken
In België zijn minimaal vijf actieve automerken gevestigd:
- Ecar te Brussel, sinds 2015 (failliet sinds 2021)
- Edran te Leopoldsburg, sinds 1984
- Gillet te Isnes bij Gembloers, sinds 1992
- Imperia te Luik, sinds 2005 (failliet sinds 2019)
- L&B te Zandhoven, sinds 1990 (failliet sinds 2010)
- Sniper te Maaseik, sinds 1998
- Addax Motors te Deerlijk, sinds 2016

Edran produceert kleine sportwagens, Gillet bouwt exclusieve sportwagens, Imperia assembleert hybride retrosportwagens, L&B construeerde replica's van oude Porsches, Sniper concipieert replica's van de Lotus Seven en Ecar produceert elektrische wagens.

## Niet meer bestaande merken
Vroeger bestonden ook nog de merken: (tussen de laatste haakjes staat het jaar van het einde van de autoproductie van het merk)
- ADK (1930)
- Alatac (1914)
- Alberta (1906)
- Alfa Legia (1914)
- ALP (1920)
- Altona (1946)
- AMA (1913)
- Antoine (1903)
- d'Aoust (1927)
- Apal (1998)
- Aquila (1903)
- Astra (1931)
- ATA[2] (1914)
- Auto Garage (1911)
- Auto-Mixte (1912)
- Avior (1947)
- Bastin (1909)
- Beckett & Farlow (1908)
- Belga (1921)
- Belga-Rise (1935)
- Belgica (1909)
- Bercley (1900)
- Bovy (1914)
- Cambier (1898)
- CAP (1914)
- Catala (1914)
- CIE (1898)
- Coune (1947)
- CLA (1901)
- Claeys-Flandria (1955)
- Cyclecars R&D (1921)
- Dasse (1924)
- De Cosmo (1908)
- Delecroix (1899)
- Delin (1901)
- DéChamps (1906)
- De Wandre (1923)
- Direct (1905)
- Dyle & Bacalan (1906)
- Escol (1938)
- Excelsior (1932)
- Fab (1914)
- FD (1925)
- Fif (1914)
- Flaid (1921)
- FN (1935)
- Fondu (1912)
- Frenay (1914)
- Germain (1901)
- Hermes (1909)
- Hermes-Mathis (1914)
- Imperia (1960)
- Imperia-Abadal (tussen 1913 en 1917)
- Jeecy-Vea (1926)
- Jenatzy[3] (1905)
- Juwel (1928)
- Kleinstwagen (1952)
- Knap[4] (1909)
- L&B
- Linon (1914)
- Loza (1925)
- Matthieu (1906)
- Matthys Frères et Osy (1927)
- Mécanique et Moteurs (1906)
- Meeussen (1972)
- Métallurgique (1913)
- Miesse (1926)
- Minerva (1939)
- Nagant (1927)
- Oracle (2005)
- Peterill (1899)
- Pieper (1903)
- Pipe (1922)
- P.L.M. (Keller) (1955)
- P-M (1924)
- R.A.L. (1914)
- Royal Star (1910)
- Rumpf (1899)
- Sava (1923)
- S.C.H. (1928)
- SOMEA[5] (1921)
- Speedsport (1927)
- Springuel (1912)
- Taunton (1922)
- Turner-Miesse (1913)
- Vanclee (1989)
- Vincke (1905)
- Vivinus (1912)
- Widi (1960)
- Wilford (1901)
- Zelensis (1962)
- Zunkyra (1935)

- en circa 80 andere